# Tato Grigalasjvili
Tato Grigalasjvili (georgiska: ტატო გრიგალაშვილი), född 1 december 1999, är en georgisk judoutövare.

## Karriär
Vid olympiska sommarspelen 2024 i Paris tog Grigalasjvili silver i 81 kg-klassen efter en finalförlust mot japanske Takanori Nagase.